# John Flamsteed
John Flamsteed (Denby, Derbyshire, Anglia, 1646. augusztus 19. – Burstow, Surrey megye, 1719. december 31.) angol csillagász, a Greenwichi Királyi Obszervatórium első királyi csillagásza (Astronomer Royal).

## Életútja
John Flamsteed egy malátakereskedő fia volt, Derbyben járt iskolába, ahol apja dolgozott. Fiatalon kezdett érdeklődni a csillagok világa iránt. 1666-ban már képes volt kiszámítani a várható napfogyatkozást, 19 évesen jelent meg első csillagászati munkája. Később az apjától kapott összegből vásárolt műszerekkel folytatta csillagászati megfigyeléseit. A napfogyatkozások és üstökösök megfigyelésével hírnévre is szert tett. 1670-től Cambridge-ben folytatta tanulmányait. Megismerkedett Jonas Moore mérnök-matematikussal, az ő tanácsára számította ki és állította össze ár-apály táblázatát (Tables of tides, 1674).
A 17. század második felében mind sürgetőbb igény lépett fel a tengeri hajók pillanatnyi helyzetének meghatározásához szükséges földrajzi hosszúság pontos megállapítására. Ezt egy francia javaslatra a holdtávolság mérésének módszerével (a Hold és egy csillag segítségével) igyekeztek elérni. II. Károly angol király rendeletére bizottságot állítottak fel, melynek Jonas Moore ajánlásával Flamsteed is tagja lett. Flamsteed rámutatott, hogy a feladathoz a Hold pályájának leírására és a csillagok helyzetének feltérképezésére, tehát egy csillagvizsgálóra van szükség. A javaslat alapján rendelte el II. Károly 1675-ben a Greenwichi Királyi Obszervatórium (Royal Observatory) létesítését és annak vezetésére Flamsteedet nevezte ki, aki így elsőként viselhette a Királyi Csillagász (Astronomer Royal) címet.
Az obszervatóriumban John Flamsteed eleinte elég durva szextánsokkal dolgozott, de később már saját készítésű távcsővel ellátott fali kvadránsokkal végezte megfigyeléseit. Korához képest igen pontos megfigyelései az első modern csillagjegyzék: Historia coelestis britannica, (London, 1712 és 1725), valamint a tíz évvel halála után kiadott, 26 lapból álló nagy csillagtérkép, az Atlas coelestis (London, 1729)  alapját képezik.